# فارسوند
فارسوند (بالنرويجية: Farsund)‏ هي بلدة وبلدية في مقاطعة فست أغدر جنوب النرويج. تم إنشائها كبلدية في 1 يناير 1838. تقع البلدية في حي ليستر التقليدي. المركز الإداري للبلدية هو مدينة فارسوند. فارسوند هي بلدية ساحلية في الجزء الجنوبي الغربي البعيد من النرويج، تقع على حدود بلدية كفيينسدال في الشمال ولينغدال في الشمال والشرق.

## المناخ
يظهر الجدول التالي التغييرات المناخية على مدار السنة لفارسوند:
| البيانات المناخية لـفارسوند                | البيانات المناخية لـفارسوند | البيانات المناخية لـفارسوند | البيانات المناخية لـفارسوند | البيانات المناخية لـفارسوند | البيانات المناخية لـفارسوند | البيانات المناخية لـفارسوند | البيانات المناخية لـفارسوند | البيانات المناخية لـفارسوند | البيانات المناخية لـفارسوند | البيانات المناخية لـفارسوند | البيانات المناخية لـفارسوند | البيانات المناخية لـفارسوند | البيانات المناخية لـفارسوند |
| الشهر                                      | يناير                       | فبراير                      | مارس                        | أبريل                       | مايو                        | يونيو                       | يوليو                       | أغسطس                       | سبتمبر                      | أكتوبر                      | نوفمبر                      | ديسمبر                      | المعدل السنوي               |
| ------------------------------------------ | --------------------------- | --------------------------- | --------------------------- | --------------------------- | --------------------------- | --------------------------- | --------------------------- | --------------------------- | --------------------------- | --------------------------- | --------------------------- | --------------------------- | --------------------------- |
| متوسط درجة الحرارة الكبرى °م (°ف)          | 2.8 (37.0)                  | 2.6 (36.7)                  | 4.2 (39.6)                  | 7.5 (45.5)                  | 12.0 (53.6)                 | 14.9 (58.8)                 | 16.3 (61.3)                 | 16.9 (62.4)                 | 14.3 (57.7)                 | 11.2 (52.2)                 | 7.4 (45.3)                  | 4.7 (40.5)                  | 9.6 (49.3)                  |
| المتوسط اليومي °م (°ف)                     | 1.0 (33.8)                  | 0.5 (32.9)                  | 2.2 (36.0)                  | 4.9 (40.8)                  | 9.2 (48.6)                  | 12.4 (54.3)                 | 13.9 (57.0)                 | 14.6 (58.3)                 | 12.2 (54.0)                 | 9.4 (48.9)                  | 5.5 (41.9)                  | 2.7 (36.9)                  | 7.4 (45.3)                  |
| متوسط درجة الحرارة الصغرى °م (°ف)          | −1.2 (29.8)                 | −1.7 (28.9)                 | 0.1 (32.2)                  | 2.5 (36.5)                  | 6.8 (44.2)                  | 10.0 (50.0)                 | 11.8 (53.2)                 | 12.3 (54.1)                 | 10.2 (50.4)                 | 7.3 (45.1)                  | 3.3 (37.9)                  | 0.4 (32.7)                  | 5.2 (41.4)                  |
| الهطول مم (إنش)                            | 94 (3.7)                    | 61 (2.4)                    | 74 (2.9)                    | 58 (2.3)                    | 72 (2.8)                    | 67 (2.6)                    | 78 (3.1)                    | 107 (4.2)                   | 134 (5.3)                   | 151 (5.9)                   | 150 (5.9)                   | 101 (4.0)                   | 1٬147 (45.2)                |
| متوسط أيام هطول الأمطار (≥ 1 mm)           | 13.2                        | 8.8                         | 11.1                        | 9.1                         | 9.7                         | 9.0                         | 9.2                         | 11.5                        | 14.8                        | 15.7                        | 16.9                        | 13.6                        | 142.6                       |
| المصدر: Norwegian Meteorological Institute |                             |                             |                             |                             |                             |                             |                             |                             |                             |                             |                             |                             |                             |

## أعلام
- جبريل لوند
- أوتو جسبرسن
- فريدريك ماكودي لوند
- ريتشارد بيركلاند